# 奥达伦枪击事件

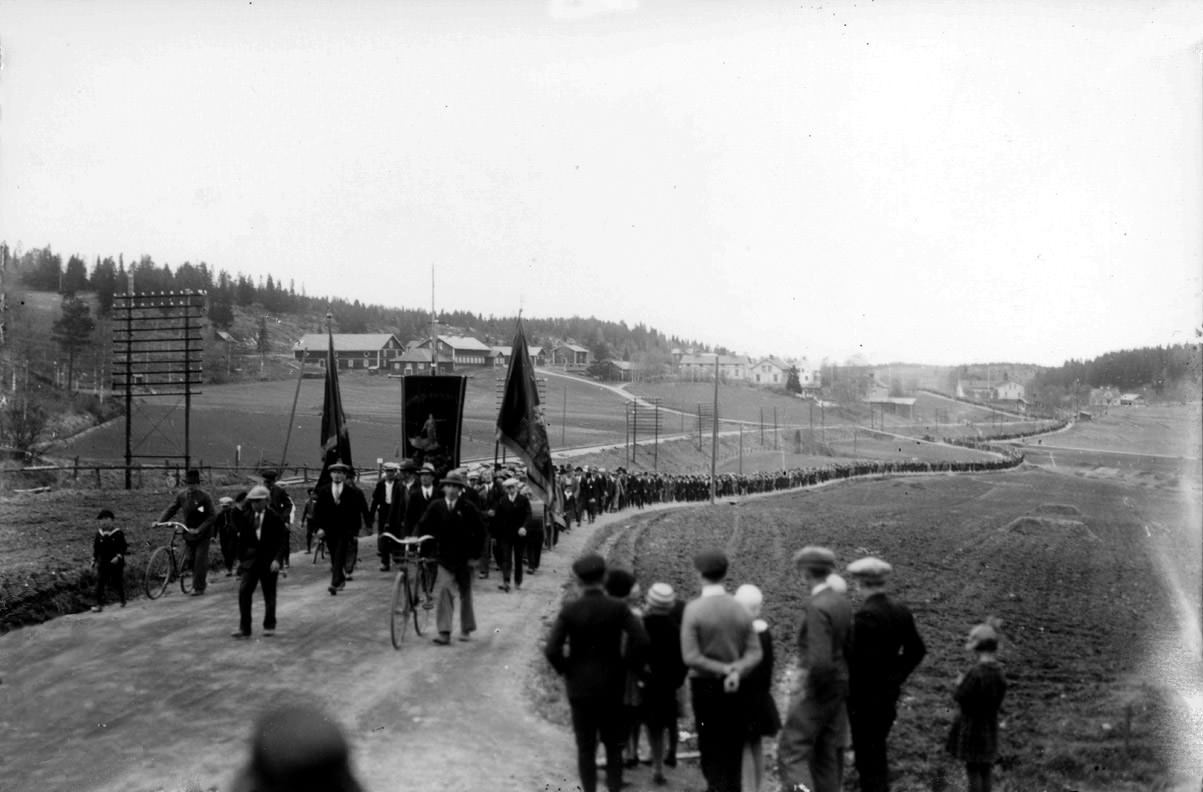
奧達倫槍擊事件發生前的示威活動

奥达伦枪击事件（瑞典語：skotten i Ådalen）是 1931年5月在瑞典发生的一系列衝突事件。在5月14日的抗议活动中，有5人被瑞典軍隊殺死。
當時瑞典一木浆厂因减薪而引发劳资冲突，其他工厂的工人為支持木浆厂工人也發動罢工。 有一家公司的老板格哈德·弗斯蒂格（Gerhard Versteegh）為破壞罷工找了大约60名工賊，他们于5月12日抵达奥达伦。當時工人们正在举行抗议集会，游行期間與工賊爆發衝突。 由于警方未能阻止衝突，地方政府請求上級向當地派兵。部队于5月13日深夜抵达衝突地點後，抗议者向他们投掷石块。 
5月14日，工会举行了另一场集会，与会工人决定發動總罷工。 集会结束后，数千名参与者打算游行至工賊的营地，而營地外有军队駐扎。当遊行者到达工賊所在的村庄时，一支騎著馬的巡逻队试图阻止遊行者，但没有成功。 在随后的混乱中，有一名巡逻队成員从马上摔下来，另一名巡逻队成員拔出手枪鸣枪警告，隨後巡逻队暫時撤退。 之後有一名軍官下令部队朝遊行者开火，結果造成5人死亡，5人受伤。没有证据表明參與遊行的工人持有武器。 

## 后果
这一事件發生後，左翼人士称此次枪击事件是“谋杀”，而右翼人士则声称军方是為了保护自己和工人免受示威者的傷害而被迫开枪。 斯德哥尔摩发生了大规模示威活动。 
最終下令開槍的軍官被判无罪，  一名開槍的士兵被判有罪，并被判处三天监禁並被克扣工資。另一方面，一名事發時的示威者被判处两年半监禁并服苦役。受伤的示威者和五名死者的家属没有获得任何赔偿。
之後瑞典政府更换了地方負責人，并对此事展开调查。 由雇主和工会代表参与的调查后来得出结论，军队极不适合在类似事件中维持公共秩序。此后军方针对平民的武力使用受到更严格限制，但相关法令直至1969年才被瑞典議會正式废除。 
奥达伦枪击事件的影响甚至延续至美国九一一袭击事件后的政策讨论。当政界考虑让军方协助警方反恐时，由於考慮到奥达伦枪击事件造成的傷亡，最终瑞典議會通過立法设置了多重保障机制：军方在協助警方反恐時必须接受警方指挥，且军队不能介入示威活动。